# Salerno (stacja kolejowa)
Salernoⓘ (wym. [saˈlɛrno], pol. uproszczona: salerno) – stacja kolejowa w Salerno, w regionie Kampania, we Włoszech.
Stacja znajduje się u zbiegu kilku linii: dwie są krajowe, a mianowicie Neapol – Salerno i Salerno – Reggio Calabria i dwie regionalne, mianowicie Salerno – za pośrednictwem Benevento Salerno i Avellino – Caserta. Istnieje też stara linia kolejowa Salerno – LaGrange poprzez Cava de’ Tirreni, która była używana przed budową tunelu w Saint Lucia, teraz obsługiwana przez pociągi regionalne.
Stacji składa się z kilku poziomów: na pierwszym piętrze znajdują się usługi dla pasażerów, takie jak system biletowy, poczekalnia, bar i restauracje, natomiast na piętrze drugim znajdują się biura Trenitalia.
Na stacji istnieje osiem torów plus kilka dodatkowych w kierunku Neapolu. Istnieją także inne tory, które służą jako bocznice dla lokomotyw i wagonów. Większość ruchu towarowego od stacji zawiera linia do portu w Salerno: ta linia jest obecnie zamknięta w następstwie poważnego wypadku.
Dla pasażerów są do dyspozycji cztery połączone ze sobą przejściem podziemnym perony.
Ruchu pasażerskiego jest bardzo duży, ponieważ Salerno jest jedną z najpopularniejszych stacji w Kampanii. Stacja obsługuje również okolicę wybrzeża Amalfi.
Stacja jest uwzględniona w projekcie Centostazioni i obszarów metropolitalnych Włoch.

## Galeria

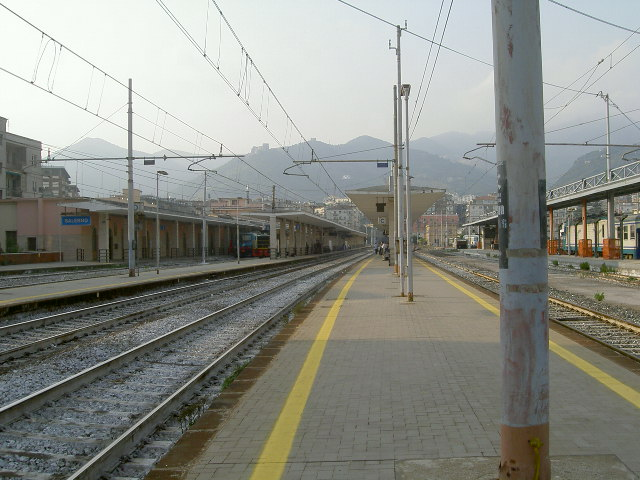
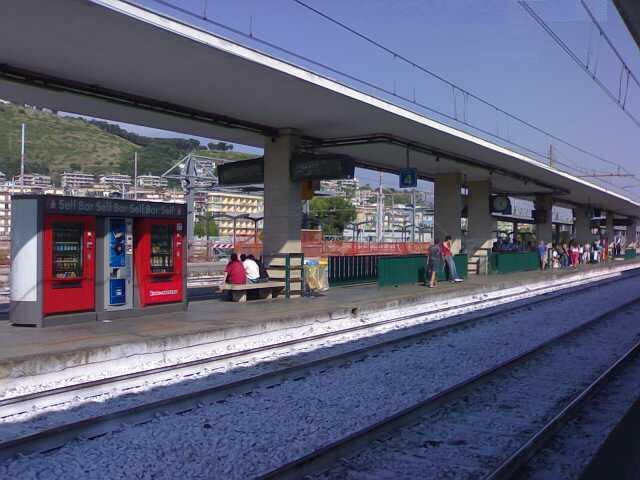
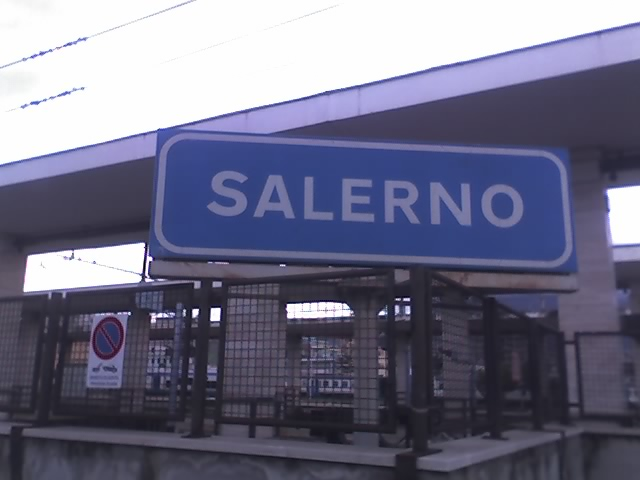
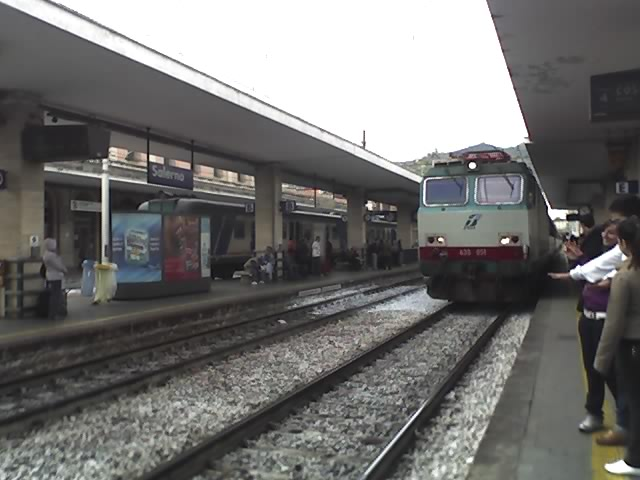